# Rutherfurd-Syndrom
Die Rutherfurd-Syndrom ist eine sehr seltene angeborene Erkrankung mit den Hauptmerkmalen Gingivahypertrophie, Zahnretention und Dystrophie der Hornhaut.
Synonyme sind: Gingivahypertrophie – Hornhautdystrophie; Rutherfurd-Syndrom; Corneal Dystrophy With Gum Hypertrophy; Gingival Hypertrophy With Corneal Dystrophy
Die Bezeichnung bezieht sich auf die Erstautoren der Erstbeschreibung aus dem Jahre 1931 durch die englische Ärztin Margaret E. Rutherfurd.

## Verbreitung
Die Häufigkeit wird mit unter 1 zu 1.000.000 angegeben, die Vererbung erfolgt autosomal-dominant.

## Ursache
Die Ursache ist bislang nicht bekannt.

## Klinische Erscheinungen
Klinische Kriterien sind:
- angeborene Hornhauttrübung (Hornhautdystrophie)
- Erblindung um das 50. Lebensjahr herum
- fibrotische Gingivahypertrophie
- Hypodontie

## Differentialdiagnose
Abzugrenzen sind Formen der Hereditären gingivalen Fibromatose wie Jones-Syndrom und Zimmermann-Laband-Syndrom.